# Ippon
Nel karate e nel judo, l'ippon [ja. 一本 (in hiragana: いっぽん), «uno solo», nel senso di colpo definitivo] è l'obiettivo dell'incontro: il suo conseguimento comporta l'assegnazione della vittoria. È paragonabile al knock-out nel pugilato e soprattutto alla schienata nella lotta, con cui condivide il modo di vittoria tramite atterramento di schiena dell'avversario.

## Caratteristiche
L'ippon viene riconosciuto quando un atleta esegue una tecnica, nel rispetto del regolamento, che mette fuori combattimento l'avversario mediante l'atterramento dell'avversario sulla schiena, in modo che non abbia alcun appoggio al tatami.
In ambito filosofico, il termine rappresenta un concetto: il punto in cui avviene la congiunzione dello spazio, dell'energia e del tempo. Il raggiungimento corrisponde all'essenza dell'oggetto preso in studio.